# Synagoge (Erlenbach bei Dahn)
Die Synagoge in Erlenbach bei Dahn, einer Ortsgemeinde im Landkreis Südwestpfalz in Rheinland-Pfalz, wurde 1842 errichtet. Die Synagoge stand in der Hauptstraße 17.

## Geschichte
Im Jahr 1837 kaufte die jüdische Gemeinde ein Haus mit Stall und Hof, um darin ihre Synagoge einzurichten. Der Bauschaffner Rübli zeichnete die Pläne und 1842 wurden die Bauarbeiten durchgeführt. Es wurde jedoch ein Neubau und nicht, wie zunächst geplant, ein Umbau. Der eingeschossige verputzte Bruchsteinbau hatte eine Grundfläche von 90 m².  
Bereits Anfang Oktober 1938 wurde die Synagoge geschändet und die Inneneinrichtung zerstört. Die für den Bau des Westwalls zuständige Oberbauleitung in Pirmasens räumte die Synagoge aus und verwendete sie als Zementlager. Monate später erhielt die Gemeinde Erlenbach das Synagogengebäude von der Gauwirtschaftsbehörde als Gegenwert für die Aufräumarbeiten im Dezember 1938.   
Am 19. März 1945 wurde die Synagoge bei einem amerikanischen Bombenangriff zerstört; die Ruine wurde 1948 abgetragen.